# Līna Mūze
Līna Mūze (née le 4 décembre 1992 à Smiltene) est une athlète lettonne, spécialiste du lancer du javelot.

## Biographie
Lors des Championnats du monde junior d'athlétisme 2010 à Moncton, elle remporte la médaille d'argent avec un jet de 56,64 m à 5 cm seulement de la Finlandaise arrivée première, et en améliorant nettement son meilleur lancer qui était de 54,60 m à Ventspils (8/05/2010).
Le 14 juillet 2013 à Tampere, elle remporte le titre de championne d'Europe espoir.

## Palmarès
| Date | Compétition                    | Lieu             | Résultat | Marque  |
| ---- | ------------------------------ | ---------------- | -------- | ------- |
| 2009 | Championnats du monde jeunesse | Bressanone       | 6e       | 50,36 m |
| 2010 | Championnats du monde juniors  | Moncton          | 2e       | 56,64 m |
| 2011 | Championnats d'Europe juniors  | Tallinn          | 2e       | 55,83 m |
| 2013 | Championnats d'Europe espoirs  | Tampere          | 1re      | 58,61 m |
| 2015 | Universiade                    | Gwangju          | 2e       | 60,26 m |
| 2016 | Coupe d'Europe des lancers     | Arad             | 2e       | 61,26 m |
| 2016 | Championnats d'Europe          | Amsterdam        | –        | N.M.    |
| 2019 | Ligue de diamant               | Ligue de diamant | 7e       | 61,60 m |
| 2022 | Coupe d'Europe des lancers     | Leiria           | 1re      | 58,12 m |
| 2022 | Championnats du monde          | Eugene           | 6e       | 61,26 m |
| 2022 | Championnats d'Europe          | Munich           | 7e       | 58,11 m |
| 2023 | Jeux européens                 | Chorzów          | 1re      | 62,38 m |
| 2023 | Championnats du monde          | Budapest         | 9e       | 58,43 m |

## Records
| Épreuve           | Marque  | Lieu     | Date        |
| ----------------- | ------- | -------- | ----------- |
| Lancer du javelot | 64,87 m | Shanghai | 18 mai 2019 |